# 官路桥
官路桥，原名广济桥，位于中国广东省江门市恩平市圣堂镇三山村象山。1983年，列入恩平市文物保护单位。
官路桥建于清嘉庆十六年（1811年），光绪三十二年（1906年）重修。桥长24米，宽2.8米，由花岗岩砌成。